# Анисимов, Михаил Иванович
Михаил Иванович Анисимов (1817—1875) — русский государственный деятель, Симбирский гражданский губернатор. Тайный советник (1867).

## Биография
Происходил из дворян Воронежской губернии. Родился в 1817 году.
Окончил курс в Императорском Харьковском университете и 27 июля 1836 года был определён исправляющим должность штатного смотрителя Купянского уездного училища в чине титулярного советника. Исполнял поручения по ревизиям различных губернских и уездных присутственных мест; с 27 сентября 1847 года — чиновник особых поручений при министре внутренних дел Л. А. Перовском. На этой должности в январе 1851 года, уже в чине статского советника, Анисимов был командирован в Симбирскую губернию «для переследования, произведённого местным начальством об убийстве помещика Ардатовского уезда Кирмалова»
С 31 июля 1851 года был назначен Смоленским вице-губернатором — занимал эту должность при губернаторах З. С. Херхерулидзеве и Н. А. Ахвердове.
С 19 декабря 1857 года занимал должность Санкт-Петербургского вице-губернатора, при губернаторах Н. М. Смирнове и графе А. А. Бобринском; 1 января 1859 года был произведён, за отличие, в действительные статские советники.
Высочайшим Указом от 23 июня 1861 года был назначен исправляющим должность Симбирского гражданского губернатора; был утверждён в должности 12 января 1862 года. Проводил в губернии крестьянскую реформу жёстко и решительно. В январе 1862 году он лично выезжал для подавления выступления крестьян с. Киять Буинского уезда, в имение М. Н. Теренина. В донесении министру внутренних дел П. А. Валуеву он указывал:

Прибыв на место 17 числа сего месяца, я лично убедился в упорном сопротивлении крестьян, … я подробно объяснил крестьянам… сущность уставной грамоты. …При дальнейшем моем объяснении с ними они упорно желали… от работ по грамоте их уволить. Объяснив нелепость их требования, доказывая, что работы по грамоте будут легче…, я убедился в готовности большей части крестьян исполнить это, хотя подстрекатели беспорядков возражали мне… Вследствие чего вынужден был, к сожалению моему, сделать распоряжение наказать их в числе 15 человек. После наказания все крестьяне объявили мне, что они охотно приняли и прежде грамоту…, но боялись своих подстрекателей исполнить это.
Весной 1862 года ему пришлось наводить порядок в селе Кротково Сенгилеевского уезда, которым владел уездный предводитель дворянства А. В. Фатьянов. Деятельность М. И. Анисимова получила поощрение: 1 января 1863 года он был награждён орденом Св. Станислава 1-й степени, а 29 апреля 1863 года ему была пожалована золотая на Александровской ленте медаль «За труды по освобождению крестьян».
С 13 по 21 августа 1864 г. в Симбирске произошла серия пожаров, «сгорел почти весь город, уцелела едва четвёртая, и притом худшая его часть». Губернатор лично руководил борьбой с огнём; 18 августа распорядился о создании Особой следственной комиссии по расследованию причин пожаров; 19 августа, огонь уничтожил «дом губернаторский со своею обширною канцеляриею, с губернским по крестьянским делам присутствием, где истреблены огнём более тысячи уставных грамот». Вскоре, 26 августа, в Симбирске начал деятельность назначенный туда на правах генерал-губернатора генерал А. Е. Врангель. В начале сентября 1864 года Анисимовым был создан Комитет для раздачи пособия погоревшим жителям, в который вошли многие выдающиеся купцы и дворяне города.
Согласно прошению, М. И. Анисимов был уволен от должности губернатора «по расстроенному здоровью», 1 января 1865 года, — с причислением к Министерству внутренних дел. По ходатайству чиновников губернии 25 марта 1865 года было разрешено учредить при Симбирской Мариинской женской гимназии именную стипендию в размере 700 рублей, которая стала первой, учреждённой в честь Симбирских губернаторов по месту их службы. По воспоминанию современника, А. Е. Егорова, «М. И. Анисимов был опытным и кропотливым чиновником в своей служебной деятельности», не пропускал ни одной запятой в подписываемых им бумагах.
По сообщению Петербургского некрополя умер 2 сентября 1875 года и был похоронен на кладбище Воскресенского Новодевичьего (Смольного) монастыря в Санкт-Петербурге. В метрической книге записана другая дата смерти: 23 сентября (5 октября) 1875 года.

## Награды
- орден Св. Анны 2-й ст. с императорской короной (1856)
- орден Св. Станислава 1-й ст. (1863)
- орден Св. Анны 1-й ст. (1868)[6]

## Семья
Жена, Софья Даниловна, урождённая Можневская. У них родились дочь Елизавета (19.2.1849, Санкт-Петербург — 11.2.1933, Ницца), а также сын Даниил (16.10.1851—?). 

## Имения
За женой числилось имение в 50 душ в имении Софиевка в Области Войска Донского, а также каменный дом в Таганроге. Сам же Михаил Иванович Анисимов был владельцем имения в Валуйском уезде Воронежской губернии (39 душ крестьян).